# Pfaudler (Unternehmen)
Die Pfaudler GmbH in Waghäusel, Baden-Württemberg, gegründet als The Pfaudler Co. in den USA und benannt nach dem deutschen Braumeister Caspar Pfaudler, seit 2020 GMM Pfaudler, produziert emaillierte Komponenten und Produkte für die chemische und pharmazeutische Industrie. Der ehemalige Standort befand sich in Schwetzingen, Baden-Württemberg. 
Die Pfaudler GmbH ist die deutsche Gesellschaft der Marke Pfaudler und gehört seit 2020 zur GMM Pfaudler Gruppe mit Hauptsitz in Mumbai, Indien. 

## Unternehmensgeschichte
Caspar Pfaudlers Idee war es, die Gärung von Bier durch Vakuum zu beschleunigen. Die damals üblichen Holzfässer waren dazu nicht geeignet, weil sie nicht dicht genug waren, um das Vakuum zu halten. Die Lösung schienen Stahltanks zu sein, allerdings erwies sich deren Reinigung als problematisch.
Erste Versuche mit emaillierten Stahltanks versprachen Erfolg. Ihre glatte Oberfläche erlaubte die einfache und problemlose Reinigung der Tanks, und im Gegensatz zu Glasbehältern können stahlemaillierte Behälter hohe Drücke und Vakuum halten.
Pfaudler gründete gemeinsam mit Geldgebern The Pfaudler Co. und nahm 1884 in Rochester in den USA die Produktion von emaillierten Stahlbehältern auf. Bald wurde man auch in Europa auf diese neue Methode der Bierbrauerei aufmerksam. Der Transport der großen, innen emaillierten Stahltanks nach Europa war allerdings aufwändig und kostspielig. Ein Werk in Deutschland wurde erforderlich. Die Wahl für das neue Werk in Deutschland fiel auf Schwetzingen in Baden, wo sich bereits mehrere Bierbrauereien etabliert hatten.
In den 1930er Jahren entdeckte auch die chemische Industrie emaillierte Behälter für ihre Zwecke. Bald danach folgten die Pharmaunternehmen.
Bis Ende Februar 2013 waren die Pfaudler Werke GmbH vollständig im Besitz des börsennotierten US-Unternehmens Robbins & Myers, Inc. Nachdem dieses vom amerikanischen Konzern National Oilwell Varco (NOV) aufgekauft wurde, ging auch das Eigentum an der Pfaudler Werke GmbH im Februar 2013 an diesen über. Bereits Ende 2014 stand der nächste Besitzerwechsel an. Die Deutsche Beteiligungs AG übernahm die Pfaudler-Gruppe. 2017 wurden der Sitz und der Betriebsstandort von Schwetzingen nach Waghäusel verlegt.
Im Jahr 2020 kündigte die indische GMM Pfaudler Ltd., deren größter Anteilseigner die Patel-Familie ist, den Erwerb einer Mehrheitsbeteiligung an der globalen Pfaudler-Gruppe von der Deutschen Beteiligungs AG an. 2021 wurde die Transaktion abgeschlossen, seither fungiert GMM Pfaudler als übergeordnete Holdinggesellschaft für das weltweite Geschäft der Pfaudler-Gruppe. Im August 2023 verkaufte die Deutsche Beteiligungs AG ihre letzten Anteile; neue Investoren wie ChrysCapital traten ein, während die Patel-Familie über ihre Beteiligung an GMM Pfaudler größter Anteilseigner blieb. 
Die Pfaudler-Gruppe hat Werke in USA, Brasilien, Deutschland, Indien, Schottland und China.

## Geschichte der Pfaudler Werke in Deutschland

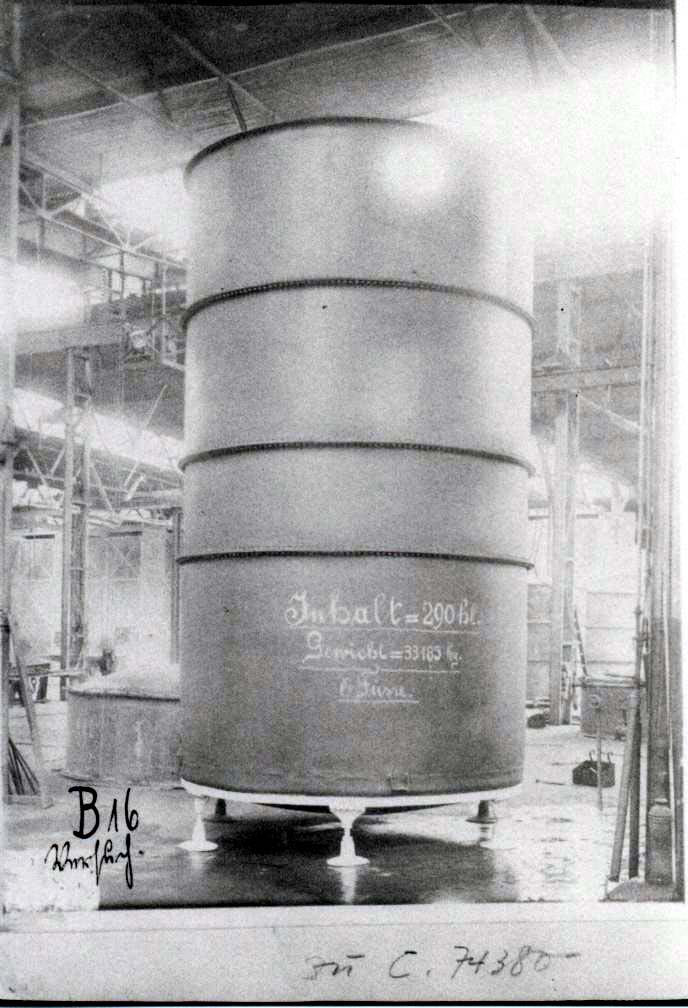
Ringtank um 1911

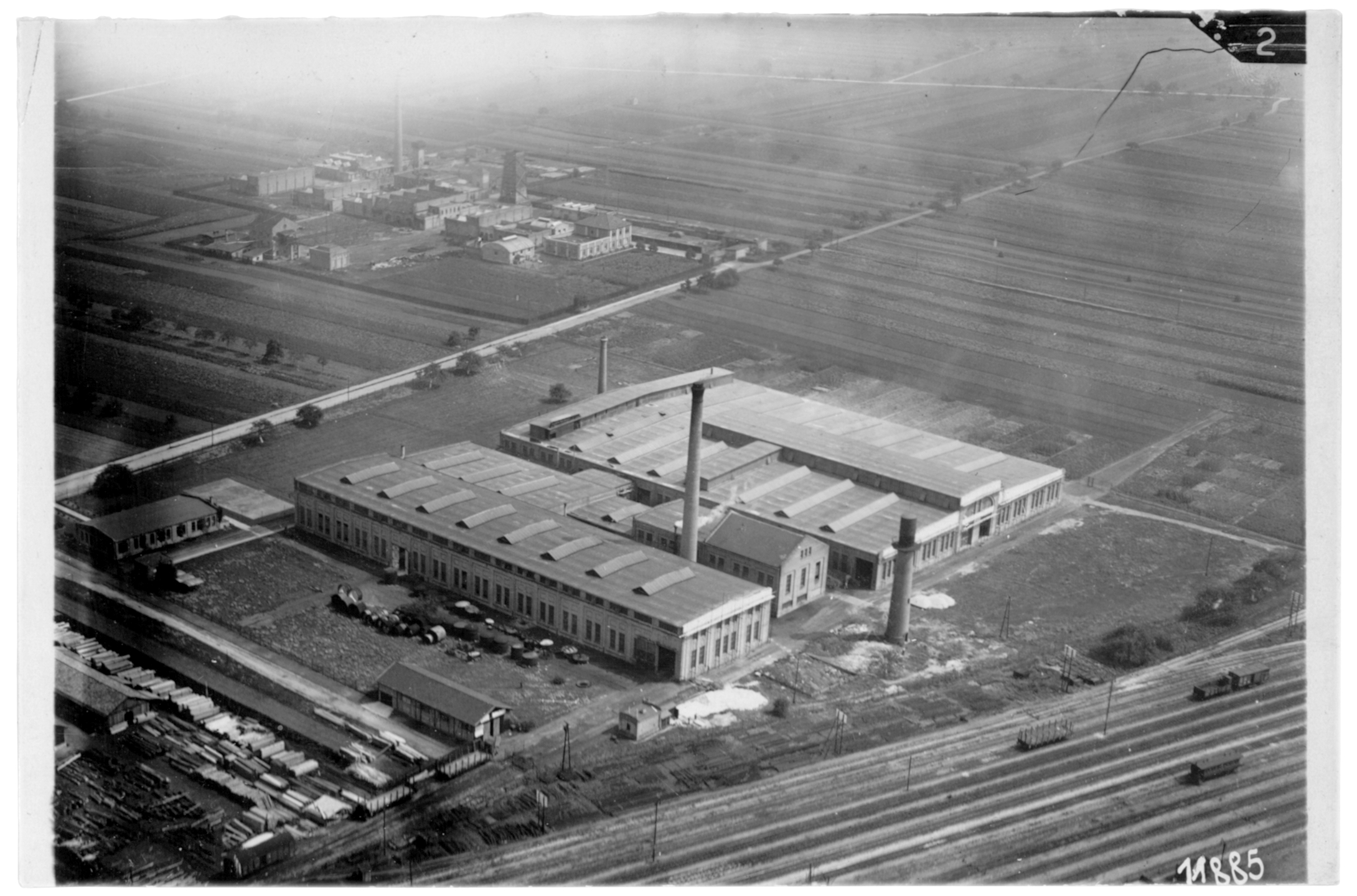
Die Pfaudler Werke um 1920

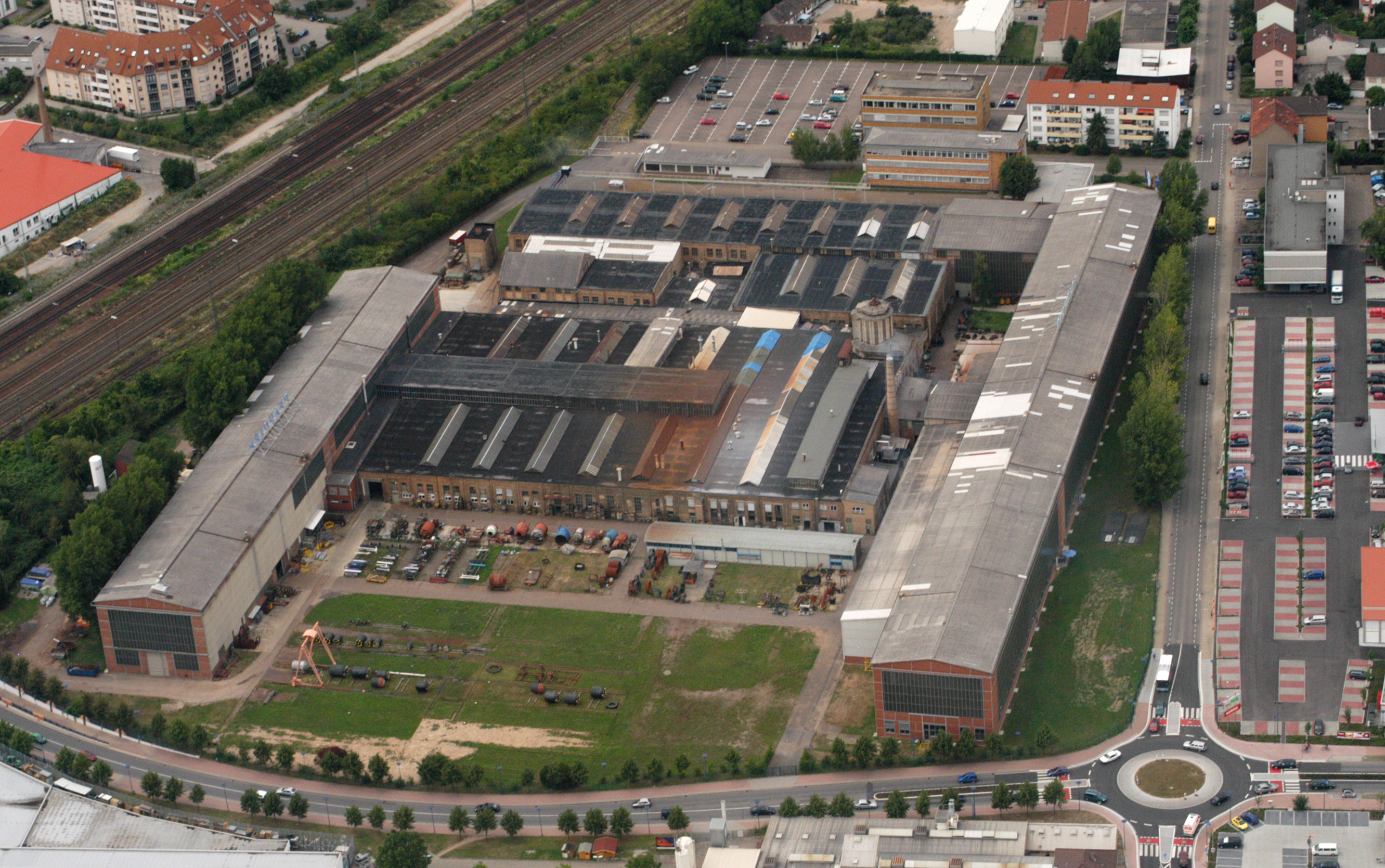
Die Pfaudler Werke GmbH 2005

- 1907: Die Idee mit den emaillierten Behältern stößt in Europa auf großes Interesse, aber die Frachtkosten für die sperrigen, schweren Behälter sind extrem hoch. Der Entschluss steht fest: Eine Fabrikationsstätte in Europa wird errichtet. Wegen seiner zentralen Lage fällt die Wahl auf Deutschland und dort auf Schwetzingen, eine Stadt im Industriestandort Rhein-Neckar.
- 1908: Pfaudler Schwetzingen nimmt die Produktion auf, zunächst als Emaillierwerk.
- 1910: Rohbauhalle und Werkstätten werden errichtet, die Pfaudler Werke AG produziert in eigener Regie mit einer Belegschaft von 120 bis 150 Beschäftigten, in den ersten Jahren kamen Aufträge für emaillierte Stahltanks aus Deutschland und ganz Europa.
- 1917:  Vorläufiges Ende durch Beschlagnahme des Werkes. Das Werk diente im Rahmen der Demobilisierung als Lagerhalle für demontierte Maschinen aus Frankreich.
- 1921: Die Produktion wird wieder aufgenommen. Die Emailliertechnik wird verbessert und ermöglicht eine immer bessere Anpassung an individuelle Wünsche der Kunden. Mit der Aufstockung der Öfen können größere Behälter am Stück emailliert werden. Im Laufe weniger Jahre setzen sich emaillierte Behälter in der gesamten Getränkeindustrie durch.
- 1926: Andere Branchen der Lebensmittelindustrie interessieren sich für den Werkstoff Email, nicht nur als Lagerbehälter, sondern für Produktionsanlagen. Der emaillierte beheizbare Rührwerksbehälter wird zum Grundstein für den späteren Erfolg in der Chemischen Industrie. In den 1930er Jahren macht die Chemische Industrie bereits ein Drittel des Gesamtumsatzes aus. Die hohen und differenzierten Anforderungen, die von der Chemischen Industrie gestellt werden – z. B. an Korrosionsbeständigkeit, Ausdehnungsverhalten und Haftfestigkeit – können nur durch eine grundlegende Erforschung des Werkstoffes Stahlemail erfüllt werden.
- 1935: Herstellung des ersten heizbaren emaillierten Rührbehälters in Europa für die chemische Industrie
- 1940: Durch den Zweiten Weltkrieg reißt die Verbindung zum Stammhaus in Rochester und zu den anderen Werken ab.
- 1942: Entwicklung des ersten Chemie-Emails bei Pfaudler
- 1945: Kurz vor Kriegsende wird das bis dahin unversehrte Werk durch einen Bombenangriff weitgehend zerstört. Bereits acht Monate später wird nach Aufräumarbeiten in Schwetzingen der erste Behälter der Nachkriegszeit emailliert.
- 1948: Die Zahl der Beschäftigten liegt wieder bei 150 Mitarbeitern. Aber der Verkauf läuft nur sehr schleppend an – die Getränkeindustrie verzichtet wegen der herrschenden Kapitalnot auf die Vorteile von Stahlemail und greift zu billigeren Produkten wie Aluminiumbehältern oder kunststoffausgekleideten Stahltanks. Alle Anstrengungen konzentrieren sich deshalb auf die Produktion und den Verkauf von chemischen Apparaten.
- 1950: In den 1950er Jahren steigt die Belegschaft auf über 550 Mitarbeiter an.
- 1953: Das erste säure- und laugenbeständige Chemie-Apparate-Email wird von Pfaudler Schwetzingen entwickelt, weitere Emails folgen. Stetiger Ausbau des Produktionsprogramms.
- 1957: Das neue Verwaltungsgebäude wird bezogen. Der frühere „große Ofen“ wird als Haubenglühofen modernster Konstruktion aufgebaut – Behälter von 50.000 Litern können an einem Stück emailliert werden.
- 1959: Neue Rohbauhalle und Elektroofen für Behälter bis 80.000 l Inhalt und einer elektrischen Leistung von 2400 kW.
- 1962: Neue große Montagehalle.
- 1965: Entwicklung und Markteinführung des Emails „Nucerite“
- 1969: Die ersten emaillierten Messsonden werden bei Pfaudler hergestellt – ein entscheidender Schritt vom Behälter-Produzenten zum Systemanbieter.
- 1972: Pfaudler baut den größten emaillierten Polymerisationsbehälter der Welt. Eröffnung eines neuen Forschungslaboratorium.
- 1976: Erste emaillierte Heiz/Kühl-Schlangen, kurz HRS genannt.
- 1980: Pfaudler-Patent DE30078718, „Emaillierter Rührer und Verfahren zu dessen Herstellung und Montage“, „Cryo-Lock-Verfahren“
- 1982: Der Hauptofen wird auf ein maximales Behältervolumen von 120.000 Liter ausgebaut.
- 1984: Aufbau der Pfaudler Service-Organisation: Ersatzteile, Außenmontage und Reemail.
- 1988: Einführung des neuen Emails WWG: Die chemischen und physikalischen Eigenschaften liegen um 20 Prozent über den bisherigen Emails.
- 1994: Übernahme durch Robbins & Myers, USA.
- 1996: Entwicklung mehrstufiger Rührsysteme und entsprechender Spezial-Turbinen (MFI/PBT/FBT/RCI),  Gleitringdichtung Pfaudler-flexeal, Neue Ventil-Serie BT, Quatro-Pipe – der multifunktionale Stromstörer, Safety Swing (Überfüllsicherung).
- 2001: Neuentwicklung Pharmaemail (schwermetallarm) PPG.
- 2003: Neue Stromstörerform, C-Stromstörer, bessere Störwirkung.
- 2004: Neue Deckelform mit eingeschmolzenem Glasslook und Fillook.
- 2005: Weiterentwicklung des Halbrohrschlangenmantels: PCC (Pfaudler-Clean-Cloil).
- 2008: Verbesserung des bisherigen Anti-Static-Email: Einführung von ASG.
- 2010: Neueinführung Abrasionsresistentes Email ARG
- 2013: Übernahme der Pfaudler Werke GmbH durch National Oilwell Varco, infolge der Übernahme von Robbins & Myers
- 2014: Übernahme[8] der Pfaudler Werke GmbH durch die Deutsche Beteiligungs AG
- 2015: Aus der Pfaudler Werke GmbH wird die Pfaudler GmbH
- 2017: Verlegung von Sitz und Betriebsstandort von Schwetzingen nach Waghäusel[9].
- 2020: GMM Pfaudler Ltd. und die Patel-Familie übernahmen zusammen 80 % der Anteile an der Pfaudler-Gruppe, während 20 % bei der Deutschen Beteiligungs AG verblieben[10][5].
- 2021: Der Abschluss der Transaktion erfolgte im Februar 2021. GMM Pfaudler wurde damit zur Holdinggesellschaft für das weltweite Geschäft der Pfaudler-Gruppe[11][6].
- 2023: Die Deutsche Beteiligungs AG veräußerte ihre restlichen Anteile an GMM Pfaudler. Neue Investoren, darunter ChrysCaptial, traten ein; die Patel-Familie blieb über ihre Beteiligung an GMM Pfaudler größter Anteilseigner[12][7].

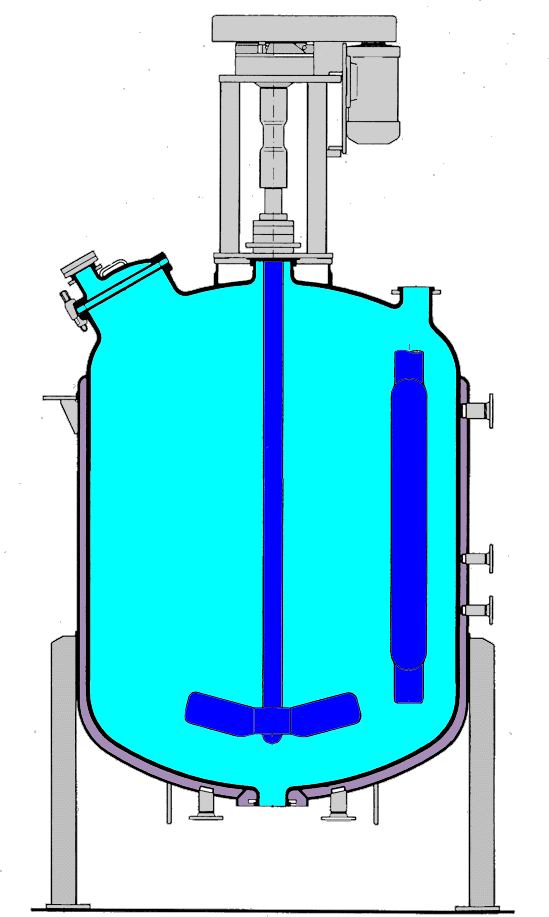
Emaillierter Rührbehälter

Heute baut Pfaudler die führende Stellung bei verfahrenstechnischen Anlagen weiter aus. Ein weltweites Netz von Produktions-, Vertriebs- und Servicezentren garantiert räumliche Nähe zu den Kunden aus der chemischen, pharmazeutischen und Lebensmittel-Industrie.